# Ghatixalus magnus
Espèce
Ghatixalus magnus est une espèce d'amphibiens de la famille des Rhacophoridae.

## Répartition
Cette espèce est endémique du Kerala en Inde. Elle se rencontre entre 1 350 et 1 800 m d'altitude dans les Ghâts occidentaux.

## Description
Le mâle holotype mesure 81,90 mm.

## Publication originale
- Abraham, Mathew, Cyriac, Zachariah, Raju & Zachariah, 2015 : A novel third species of the Western Ghats endemic genus Ghatixalus (Anura: Rhacophoridae), with description of its tadpole. Zootaxa, no 4048(1), p. 101–113.